# Daviscupový tým Antiguy a Barbudy
Daviscupový tým Antiguy a Barbudy reprezentuje Antiguu a Barbudu v Davisově poháru od roku 1996, pod vedením národního tenisového svazu Antigua and Barbuda Tennis Association. 
V období 2002–2016 družstvo soutěž nehrálo. Nejlepším výsledkem je 3. místo ve III. skupině Americké zóny z roku 1997.
V Davis Cupu 2019 celek obsadil 7. místo ve III. skupině Americké zóny.

## Složení týmu 2019
- Jody Maginley
- Shakir Elvin
- Kyle Joseph
- Carlton Bedminster